# 富樫ケイ
富樫 ケイ（とがし けい）は、日本の女性声優。主にアダルトゲームに声をあてている。

## 出演
太字はメインキャラクター。

### 一般向ゲーム
- 天使憑きの少女（2012年、死天使サマエル）- PS Vita版

### アダルトゲーム
2000年
- TWIN WAY 一瞬の時の中で…（三村かすみ）

2001年
- 幻燐の姫将軍（ラージャ・レネーテ）
- 真昼に踊る犯罪者（葵宮子）

2002年
- 戦女神2 〜失われし記憶への鎮魂歌〜（マリーニャ・クリップ）
- 妹汁（小日向晶）
- アルフレッド学園魔物大隊（シルビア）
- 特別授業2（橘美紀）

2003年
- 幻燐の姫将軍2 〜導かれし魂の系譜〜（ミラ・ジュハーデス、ラージャ・レネーテ）
- キャッスルファンタジア〜エレンシア戦記〜リニューアル（ミーティア＝エスティナ）
- ブラウン通り三番目（女冒険者）
- レベルジャスティス（ミサオ、葵屋従業員）

2004年
- 放課後 〜濡れた制服〜（氷川玲）
- 巣作りドラゴン（女剣士エーファ、冒険者E、メルティ）

2005年
- ダンシング・クレイジーズ（葵宮子）
- MILK・ジャンキー3（豊原美月）
- LUST〜催淫常態〜

2006年
- Piaキャロットへようこそ!!G.O. 〜グランド・オープン〜（久我原美森）
- 牝教師〜淫辱の教室〜（葛西麻琴）
- 天使憑きの少女（死天使サマエル）

2007年
- 学園〜恥辱の図式〜 DVD（鷹須華憐）
- 陵辱学園チアガールズ公開調教（御堂和津美）

2008年
- 戦女神ZERO（シャマーラ・クルップ）
- 美脚性奴会長 亜衣「こ、この変態! 私のタイツになんてことを……!」（新堂恭子）
- 昇龍戦姫 天夢（風魔夏樹）
- カラフル!! 〜colorfull!!〜（神坂香澄）

2009年
- 白光のヴァルーシア〜What a beautiful hopes〜（ムート）
- 満淫電車2（青嶋かおる）
- お母さんがいっぱい!（難波こずえ）

2010年
- 戦女神VERITA （マリーニャ・クリップ）
- 美脚隷嬢優奈（梅ヶ谷和江）
- ク・リトル・リトル 〜魔女の使役る、蟲神の触手〜（タエ）
- はれがく!（美桜蘭華）
- どすこい!女雪相撲 胸がドキドキ初場所体験（マイ[1]）
- 妻みぐい ボイス追加ダウンロード版（百田三琴）

2011年
- 虜囚市場〜罠に嵌められたエルフの女将校〜（ダネス・C・アズリエル）
- VenusBlood -ABYSS-（ガーネット・トイクロス[2]）

2012年
- 屋上の百合霊さん（阿野藤[3]、有遊愛来[4]）
- 魔法美少女まじかる☆萌えりん♪S（ワルキューレXVIII世[5]）
- 平グモちゃん（来栖[6]）